# 巴特柯尼希
巴特柯尼希（德語：Bad König，發音：[baːt ˈkøːnɪç] ⓘ）是德国黑森州达姆施塔特行政区奥登林山县的城市，面积46.73平方千米，2023年12月31日人口为9,857人。

## 友好城市
- 法國 多尔多涅河畔阿让塔